# Konventualmässa
Konventualmässa, inom romersk-katolska kyrkan den mässa som i ett ordenskapell eller ordenskyrka högtidligt (och vanligtvis dagligen) firas för vederbörande kommunitet.